# Amore mio (Chiello)
Amore mio è un singolo del cantautore italiano Chiello, pubblicato il 24 gennaio 2025 come terzo estratto dal terzo album in studio Scarabocchi dalle etichette Island Records e Universal Music Group.

## Tracce
Testi di Rocco Modello, Domenico Venturo, Fausto Cigarini, Matteo Novi, Tommaso Ottomano, musiche di Matteo "Mr. Monkey" Novi.
1. Amore mio – 3:30